# Ryszard Krajewski (piłkarz)
Ryszard Krajewski (ur. 23 lipca 1928 w Sosnowcu, zm. 2 stycznia 2023 w Łodzi) – polski piłkarz występujący na pozycji napastnika, trener piłkarski, hokeista. Wicemistrz Polski 1955.

## Kariera piłkarska
Wychowanek RKU Sosnowiec. W latach 1950–1952 odbywał służbę wojskową będąc zawodnikiem wojskowego klubu OWKS Kraków. 24 sierpnia 1952 r. zadebiutował na boiskach I ligi w meczu Ogniwo Bytom - OWKS Kraków 1:1. Od 1953 r. występował w Stali Sosnowiec. Z tym klubem wywalczył w 1954 r. awans do I ligi, a w kolejnym roku - wicemistrzostwo Polski. Ostatni występ w barwach sosnowieckiej Stali zaliczył 22 lipca 1958 Górnik Zabrze - Stal Sosnowiec 1:0. W 1959 r. zasilił kadrę III ligowej Stali Kraśnik. W Kraśniku Fabrycznym wraz z drużyną walczył o awans do II ligi. W sezonie 1960/1961 wywalczył mistrzostwo III ligi, jednakże przegrał baraże o awans do II ligi.

### Statystyki piłkarskie
W I lidze rozegrał 62 mecze jako zawodnik dwóch klubów:
- OWKS Kraków - 9 meczów
- Stal Sosnowiec - 53 mecze

| Sezon     | Klub           | Liga          | Mecze | Gole | Uwagi             |
| --------- | -------------- | ------------- | ----- | ---- | ----------------- |
| 1951      | OWKS Kraków    | II liga       | ?     | ?    |                   |
| 1952      | OWKS Kraków    | I liga        | 9     | 0    |                   |
| 1953      | Stal Sosnowiec | II liga       | ?     | 1    |                   |
| 1953/1954 | Stal Sosnowiec | Puchar Polski | ?     | 1    | półfinał          |
| 1954      | Stal Sosnowiec | II liga       | 9     | 0    | awans do I ligi   |
| 1954/1955 | Stal Sosnowiec | Puchar Polski | 1     | 0    |                   |
| 1955      | Stal Sosnowiec | I liga        | 22    | 0    | wicemistrz Polski |
| 1955/1956 | Stal Sosnowiec | Puchar Polski | 1     | 0    |                   |
| 1956      | Stal Sosnowiec | I liga        | 17    | 0    |                   |
| 1956/1957 | Stal Sosnowiec | Puchar Polski | 1     | 0    | ćwierćfinał       |
| 1957      | Stal Sosnowiec | I liga        | 16    | 0    |                   |
| 1958      | Stal Sosnowiec | I liga        | 4     | 0    |                   |
|           | suma           | II liga       | ?     | ?    |                   |
|           | suma           | I liga        | 62    | 0    |                   |
|           | suma           | Puchar Polski | ?     | 1    |                   |

## Kariera trenerska
Był długoletnim trenerem Górnika Klimontów, z którym w latach 1963–1974 od klasy B doszedł do ligi okręgowej. W latach 1974–1976 był szkoleniowcem Górnika Wojkowice, a następnie Górnika Kazimierz i Sarmacji Będzin. Ponadto trenował młodzież w sosnowieckim Zagłębiu.

## Sukcesy
- wicemistrzostwo Polski 1955 ze Stalą Sosnowiec
- awans do I ligi 1954 ze Stalą Sosnowiec
- półfinał Pucharu Polski 1954 ze Stalą Sosnowiec